# Medusa Rondanini

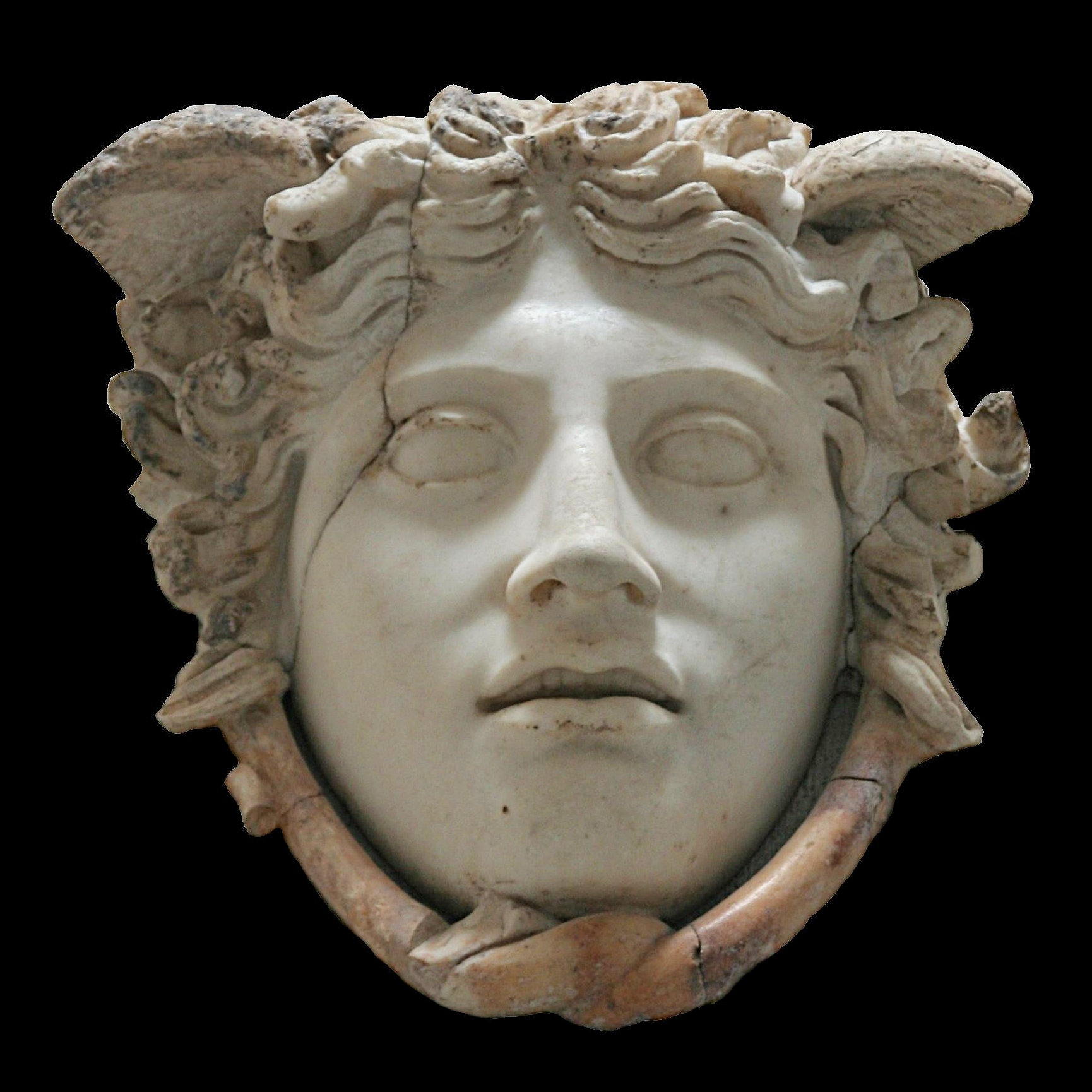
Medusa Rondanini

Medusa Rondanini ist der Wissenschaftsname eines antiken Typus von Medusa-Köpfen, für den die besterhaltene Fassung namengebend war. Dieser als Hochrelief ausgeführte Kopf unbekannter Herkunft befand sich ursprünglich im Palazzo Rondanini in Rom und wurde 1814 vom späteren König Ludwig I. von Bayern von den Erben der Grafen Rondanini bei einer Reise nach Italien gekauft. Heute befindet sich der 38,8 Zentimeter hohe Kopf aus parischem Marmor unter der Inventarnummer 252 in der Glyptothek in München.
Neben dem wohl im 2. Jahrhundert n. Chr. als Kopie geschaffenen Kopf aus der Sammlung Rondanini sind sechs weitere römische Marmorkopien bekannt. Das zugrunde liegende, wohl aus Metall gefertigte Original wird einerseits mit einem Werk der klassischen Kunst des 5. Jahrhunderts v. Chr. in Verbindung gebracht und Phidias oder einem Künstler seiner Zeit zugeordnet. Hierbei wird vor allem an den Schild der Athena Parthenos gedacht, dessen Zentrum von einem Medusenhaupt eingenommen wurde. Andererseits wird erwogen, ob der Typus ein hellenistisches Vorbild des späten 3. oder frühen 2. Jahrhunderts v. Chr. wiederholen könne. Antiochos III. – oder Antiochos IV. – stiftete laut Pausanias (1,21,3) eine goldene Ägis mit Gorgoneion in das Dionysostheater nach Athen. Dieses Gorgoneion wäre dieser Mindermeinung zufolge Vorbild für den Typus der Medusa Rondanini gewesen.
Johann Wolfgang Goethe besaß in Rom einen Gipsabguss des Kopfes, von dem er sehr angetan war. Zum 25. Dezember 1786 vermerkte er in seiner Italienischen Reise: „Gegen uns über im Palast Rondanini steht eine Medusenmaske, wo, in einer hohen und schönen Gesichtsform, über Lebensgröße, das ängstliche Starren des Todes unsäglich trefflich ausgedrückt ist.“ Im Jahr 1826 schenkte ihm Ludwig I. von Bayern, der auf Anraten Goethes die Medusa Rondanini erworben hatte, einen neuen, aus Rom besorgten Abguss, da Goethe seinen römischen mit Ende seiner Reise zurücklassen musste. Als Antonio Canova den marmornen Perseus mit dem Haupt der Medusa (1797–1801) schuf, diente ihm die Medusa Rondanini als Vorbild.